# 520-й истребительный авиационный полк
520-й истребительный авиационный полк — воинская часть Военно-воздушных сил (ВВС) Вооружённых Сил РККА, принимавшая участие в боевых действиях Великой Отечественной войны.

## Наименования полка
За весь период своего существования полк несколько раз менял своё наименование:
- 520-й истребительный авиационный полк
- 56-й гвардейский истребительный авиационный полк
- 56-й гвардейский Алтуховский истребительный авиационный полк
- 56-й гвардейский Алтуховский Краснознамённый истребительный авиационный полк
- Полевая почта 42048

## История
Формировался с августа 1941 года в Рыбинске. На вооружение полка поступили самолёты ЛаГГ-3.
26.09.1941 Одержана первая известная воздушная победа полка в Отечественной войне: ст. политрук Елисеев Ф. Д., пилотируя ЛаГГ-3, в воздушном бою в р-не г. Любань сбил немецкий истребитель Ме-109.
С 22 сентября 1941 года действует в составе 3-й авиагруппы над Волховом, Будогощью, Тихвином, Киришами в ходе оборонительной и наступательной операций, поддерживал войска 2-й ударной армии в Любанской операции.
В середине апреля 1942 года выведен в резерв на переформирование и переобучение, получил самолёты Як-1, в том числе облегчённые, с улучшенными скоростными характеристиками. С самолёта были сняты два пулемёта ШКАС, радиостанция, мачта радиостанции, генератор, приборы для полёта ночью, а также было заменено деревянное хвостовое оперение на металлическое от Як-7.
В первые дни сентября 1942 года перелетел под Камышин, где базируется на аэродроме Вихлянцево в ходе боёв под Сталинградом.
С 8 сентября 1942 года полк использовал также передовой аэродром Алтухов под Сталинградом. Во время перелёта группой из 10 самолётов вступил в бой с десятью He 111, сбил пять самолётов, из них один тараном.
В ходе обороны Сталинграда и последующей операции по окружению войск противника действует непосредственно над городом и в окрестностях. Так, 20 октября 1942 года прикрывает наземные войска в районе Балки Конной, Ерзовки 30 ноября 1942 года в районе Гумрака сбивает нескольку Ju 52, посредством которых осуществлялось снабжение окружённой 6-й армии, 12 декабря 1942 года в районе Большой Россошки, где имелся крупный аэродром противника, также действует по конвою транспортников.
6 декабря 1942 года пополнен остатками личного состава 812-го истребительного полка, убывшего на переформирование.
За период Сталинградской битвы лётчики полка провели 125 воздушных боёв и отчитались о сбитых 95 самолётах и 15 самолётах, уничтоженных на аэродромах.

## Переименование полка
520-й истребительный авиационный полк за образцовое выполнение боевых задач и проявленные при этом мужество и героизм на основании Приказа НКО СССР 8 февраля 1943 года переименован в 56-й гвардейский истребительный авиационный полк.

## В действующей армии
В составе действующей армии:
- 22 сентября 1941 года по 11 апреля 1942 года, итого — 201 день,
- с 5 сентября 1942 года по 8 февраля 1943 года, итого — 156 дней,

Всего 357 дней

## Подчинение
| Дата            | Фронт (округ)             | Армия                | Корпус (группа)                  | Дивизия                                  | Примечания |
| --------------- | ------------------------- | -------------------- | -------------------------------- | ---------------------------------------- | ---------- |
| 01.10.1941 года | Ленинградский фронт       | 54-я армия           | 3-я резервная авиационная группа | —                                        | —          |
| 01.11.1941 года | Ленинградский фронт       | —                    | 3-я резервная авиационная группа | —                                        | —          |
| 01.12.1941 года | Ленинградский фронт       | —                    | 3-я резервная авиационная группа | —                                        | —          |
| 01.01.1942 года | Волховский фронт          | —                    | —                                | —                                        | —          |
| 01.02.1942 года | Волховский фронт          | 59-я армия           | 2-я резервная авиационная группа | —                                        | —          |
| 01.03.1942 года | Волховский фронт          | 59-я армия           | 2-я резервная авиационная группа | —                                        | —          |
| 01.04.1942 года | Волховский фронт          | —                    | 2-я резервная авиационная группа | —                                        | —          |
| 01.05.1942 года | Резерв Ставки ВГК         | —                    | —                                | —                                        | —          |
| 01.06.1942 года | Приволжский военный округ | —                    | —                                | —                                        | —          |
| 01.07.1942 года | Приволжский военный округ | —                    | —                                | —                                        | —          |
| 01.08.1942 года | Приволжский военный округ | —                    | —                                | —                                        | —          |
| 01.09.1942 года | Приволжский военный округ | —                    | —                                | —                                        | —          |
| 01.10.1942 года | Донской фронт             | 16-я воздушная армия | —                                | 283-я истребительная авиационная дивизия | —          |
| 01.11.1942 года | Донской фронт             | 16-я воздушная армия | —                                | 283-я истребительная авиационная дивизия | —          |
| 01.12.1942 года | Донской фронт             | 16-я воздушная армия | —                                | 283-я истребительная авиационная дивизия | —          |
| 01.01.1943 года | Донской фронт             | 16-я воздушная армия | —                                | 283-я истребительная авиационная дивизия | —          |
| 01.02.1943 года | Донской фронт             | 16-я воздушная армия | —                                | 283-я истребительная авиационная дивизия | —          |

## Командиры полка
- майор, подполковник Чирва Степан Никитович[7], 01.09.1941 — 12.12.1943
- подполковник Елисеев Фёдор Дмитриевич[7], 01.1944 — 02.1944
- майор, подполковник Скляренко Николай Дмитриевич[7], 02.1944 — 12.1945

## Отличившиеся воины полка
| Награда | Ф. И. О.                     | Звание            | Должность                        | Дата       | Примечания                                                                   |
| ------- | ---------------------------- | ----------------- | -------------------------------- | ---------- | ---------------------------------------------------------------------------- |
|         | Гомолко, Борис Мефодиевич    | старший сержант   | лётчик                           | 13.09.1942 | в воздушном бою 08.09.1942 сбил тараном самолёт противника. 24.09.1942 погиб |
|         | Харитонов Николай Васильевич | старший лейтенант | заместитель командира эскадрильи | 01.05.1943 |                                                                              |

## Самолёты на вооружении
| Период      | Самолёты |
| ----------- | -------- |
| 1941 — 1942 | ЛаГГ-3   |
| 1942 — 1944 | Як-1     |